# Exocentrus stierlini
Exocentrus stierlini är en skalbaggsart som beskrevs av Ludwig Ganglbauer 1883. Exocentrus stierlini ingår i släktet Exocentrus och familjen långhorningar.
Artens utbredningsområde är Ukraina. Inga underarter finns listade i Catalogue of Life.